# Basion
Het basion is een punt op het achterhoofdsbeen, gelegen op het midden van de voorrand van het foramen magnum. Het middelste punt aan de achterste rand van het achterhoofdsgat wordt opisthion genoemd.
Het basion wordt veel gebruikt door biologisch en paleoantropologen bij craniometrie.